# 长喙紫茎
长喙紫茎（学名：Stewartia sinensis var. rostrata）为山茶科紫茎属下的一个变种。

## 扩展阅读
- 維基物種上的相關：长喙紫茎